# Jean-Claude Bernard
Pour les articles homonymes, voir Jean-Claude Bernard (homonymie) et Bernard.
Jean-Claude Bernard, né le 30 avril 1933 et mort le 25 octobre 2022 à Juvisy-sur-Orge, est un athlète français, spécialiste du 110 mètres haies.

## Biographie
Il participe aux Jeux olympiques de 1956 et atteint les demi-finales du 110 m haies.
Il remporte la médaille de bronze des Jeux méditerranéens de 1955, devancé par ses compatriotes Philippe Candau et Jacques Dohen. 